# Игри на любов и власт
Игри на любов и власт (на испански: Juegos de amor y poder) е мексиканска теленовела, режисирана от Карлос Кок Марин, Роландо Окампо и Карлос Сантос и продуцирана от Карлос Бардасано за ТелевисаУнивисион през 2025 г. Версията, разработена от Химена Суарес в сътрудничество с Хулиан Агилар, е базирана на чилийската теленовела Игри на власт, създадена от Луис Понсе през 2019 г.
В главните роли са Клаудия Мартин, Арап Бетке, Едуардо Сантамарина и Майрин Вилянуева.

## Сюжет
Лусиана Еспиноса е млада психоложка, дисциплинирана в работата си. Притежателка на мила, чувствителна и топла личност, тя има болезнено минало поради трагичната смърт на родителите си, когато е била шестгодишно дете.
Подслонена от любовта на кръстниците си след трагедията, белязала нейното детство, Лусиана изпитва дълбока благодарност към тях. И Едуардо Ферер, и Инес Авенданьо стават нейни родители, смятайки я за още един член на тяхното семейство.
Съдбата се намесва – пътят на Лусиана се пресича с този на Роберто, виден адвокат, потопен в работата си по раздаване на справедливост като специален прокурор по убийства. Той е този, който спасява Лусиана от грабеж, като се заражда любов от пръв поглед.
По време на парти Адриан Ферер, синът на Енрике, е главният участник във фатален инцидент в компанията на братовчед си Мемо и приятелката му Алехандра. Резултатът е сърцераздирателно престъпление, което те ще се опитат да запазят в неведение.
След като научава за убийството, извършено от сина му, Енрике предприема бързи действия, за да заличи всички следи, които биха го спънали за президентските избори, на които ще се яви. Докато публично той се представя като честен и неподкупен човек, насаме той показва своята тъмна страна.

## Актьори
- Клаудия Мартин – Лусиана Еспиноса
- Арап Бетке – Роберто Ролдан
- Едуардо Сантамарина – Енрике Ферер
- Майрин Вилянуева – Инес Авенданьо
- Алехандра Барос – Мариана Авенданьо
- Хуан Солер – Леонардо Видал
- Лорена Граниевич – Карина Кортес
- Карлос Сайд – Гилермо Солис
- Хаво Бенитес
- Ламбда Гарсия – Патрисио Ферер Авенданьо
- Хорхе Лоса
- Силвия Паскел – София Дуран
- Габриела Платас – Елена Леал
- Ариана Сааведра – Александра Муньос
- Едуард Кастийо – Даниел Салданя
- Алехандро Томаси – Франсиско Авенданьо
- Хуан Карлос Барето
- Арлет Теран
- Алан Слим – Херман Торес
- Адриана Уилямс – Виктория Хименес
- Ерик Диас – Хоакин Ривас
- Синтия Апарисио
- Маурисио Пиментел – Омар Салданя
- Родолфо Ариас
- Оливия Дуфлос – Габриела Ролдан
- Паулина Руис Менендес
- Ана де Виля
- Тристан Масе – Адриан Ферер Авенданьо
- Ване Олагера
- Валерия Флориан
- Омар Херменос
- Роберто Матеос
- Паола Тойос

## Премиера
Премиерата на Игри на любов и власт е на 31 март 2025 г. по Las Estrellas. Последният 70 епизод е излъчен на 4 юли 2025 г.
| Година | Излъчване        | Брой епизоди | Премиера     | Премиера            | Финал      | Финал               |
| Година | Излъчване        | Брой епизоди | Дата         | Рейтинг (в милиони) | Дата       | Рейтинг (в милиони) |
| ------ | ---------------- | ------------ | ------------ | ------------------- | ---------- | ------------------- |
| 2025   | понеделник-петък | 70           | 31 март 2025 | 4.32                | 4 юли 2025 | 5.24                |

## Продукция
През август 2024 г. е съобщено, че Карлос Бардасано е започнал препродукция на следващия си проект и за разлика от предишните му теленовели, продуцирани за ТелевисаУнивисион, това е първата, която продуцира самостоятелно, след като напуска продуцентската компания W Studios. На 14 октомври 2025 г. е потвърдено, че актьорите Клаудия Мартин и Арап Бетке ще играят главните роли. Записите на теленовелата започват на 17 октомври 2024 г. На 20 януари 2025 г., докато се провеждат записи в офиси, разположени на 18-ия етаж, избухва пожар поради електрическо късо съединение, което води до хоспитализиране на няколко членове на продуцентския екип – включително членове на актьорския състав – поради вдишване на дим. Записите на теленовелата приключват на 13 февруари 2025 г.

## Версии
- Игри на власт, чилийска теленовела от 2019 г., създадена от Луис Понсе и продуцирана от Даниела Демичели за канал „Мега“, с участието на Алваро Рудолфи и Хорхе Сабалета.